# Bentley Arnage
Bentley Arnage — великий розкішний автомобіль виробництва Bentley Motors в Крю (Англія) з 1998 по 2009 рік.

## Опис

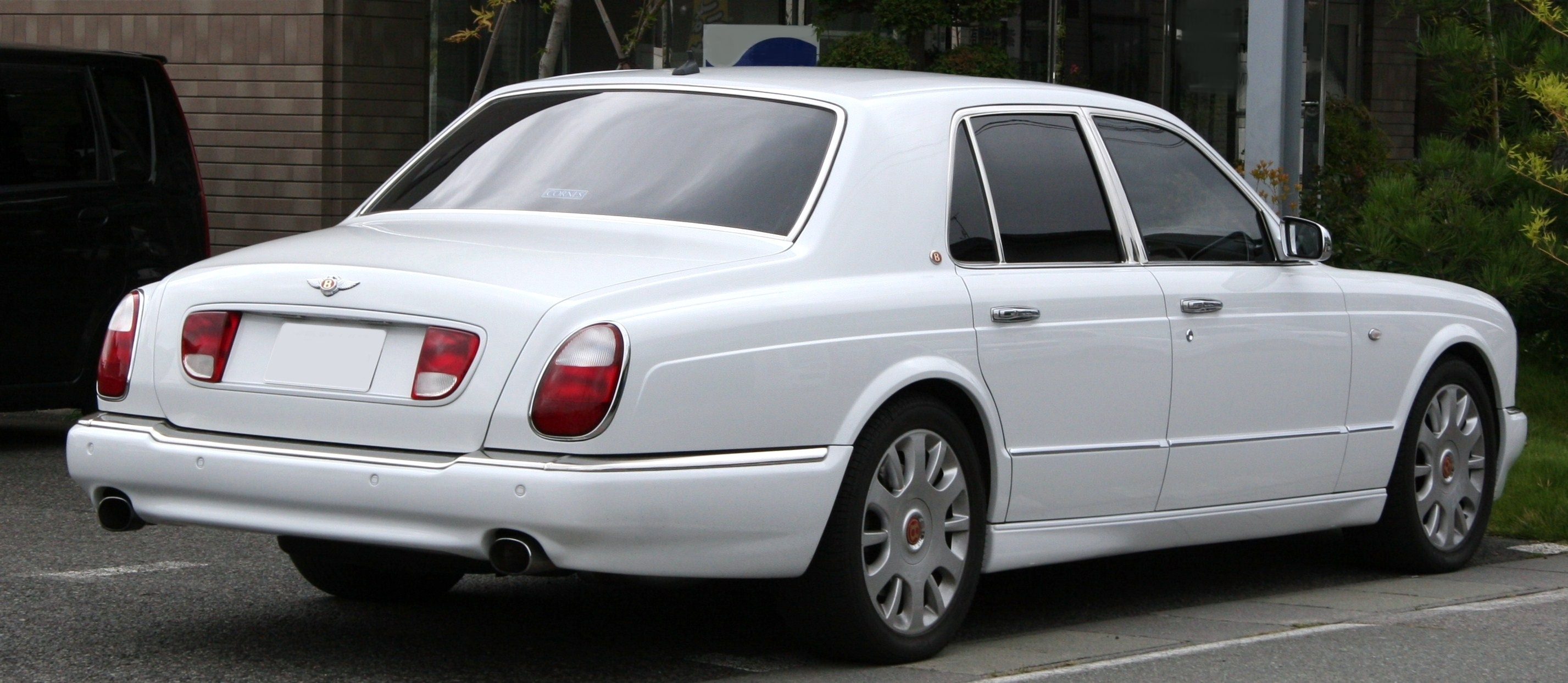
Bentley Arnage (1998-2004)

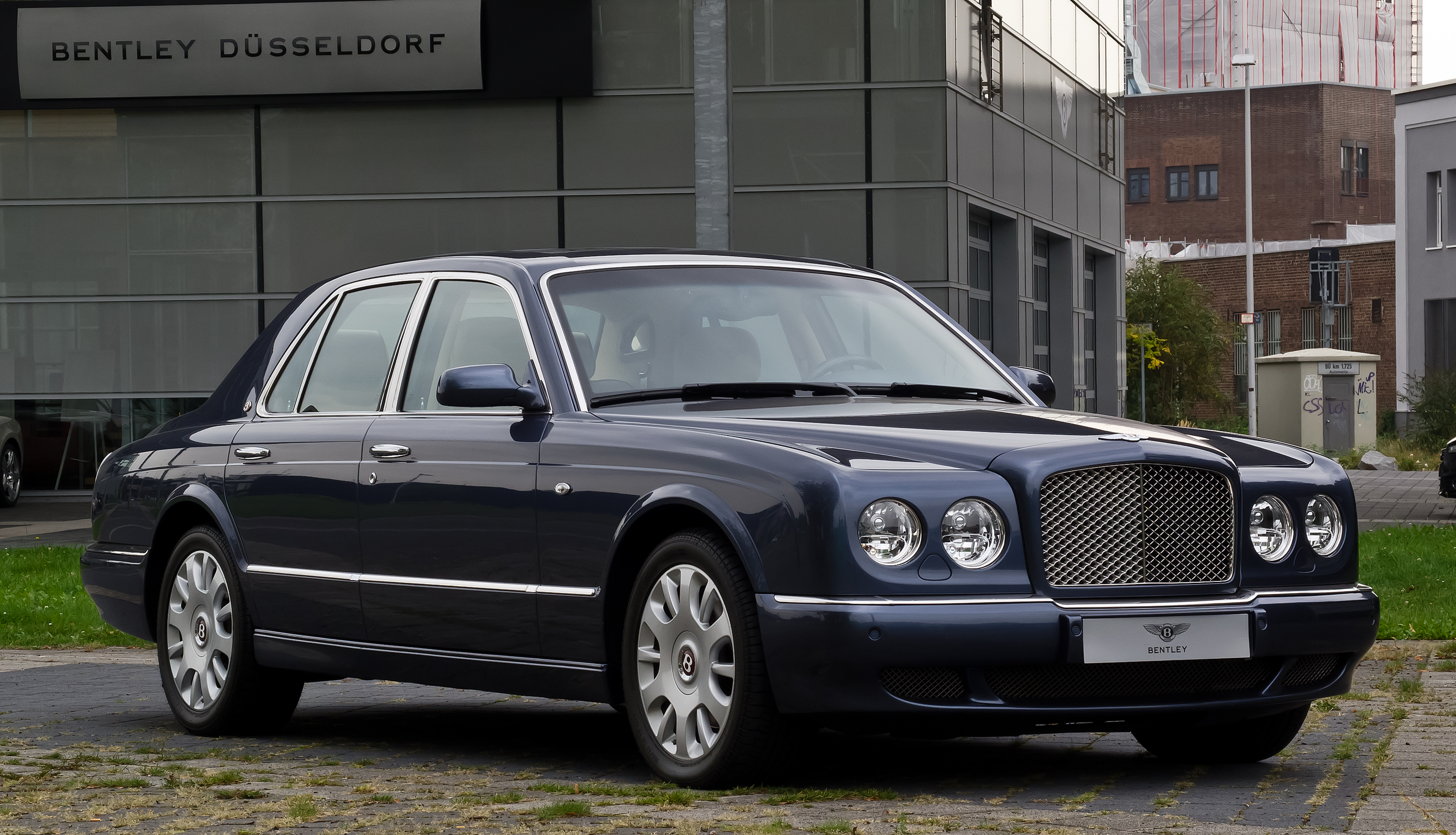
Bentley Arnage R (2004-2009)

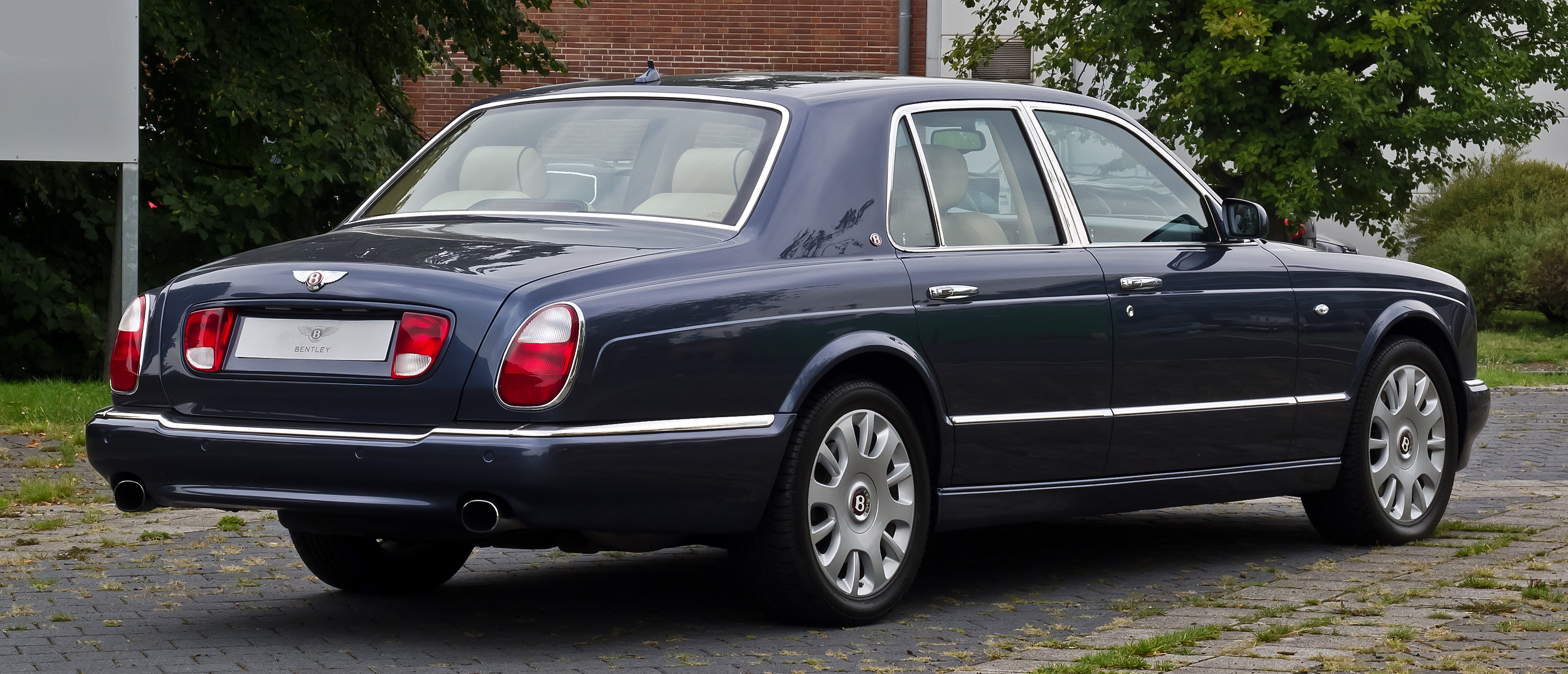
Bentley Arnage R (2004-2009)

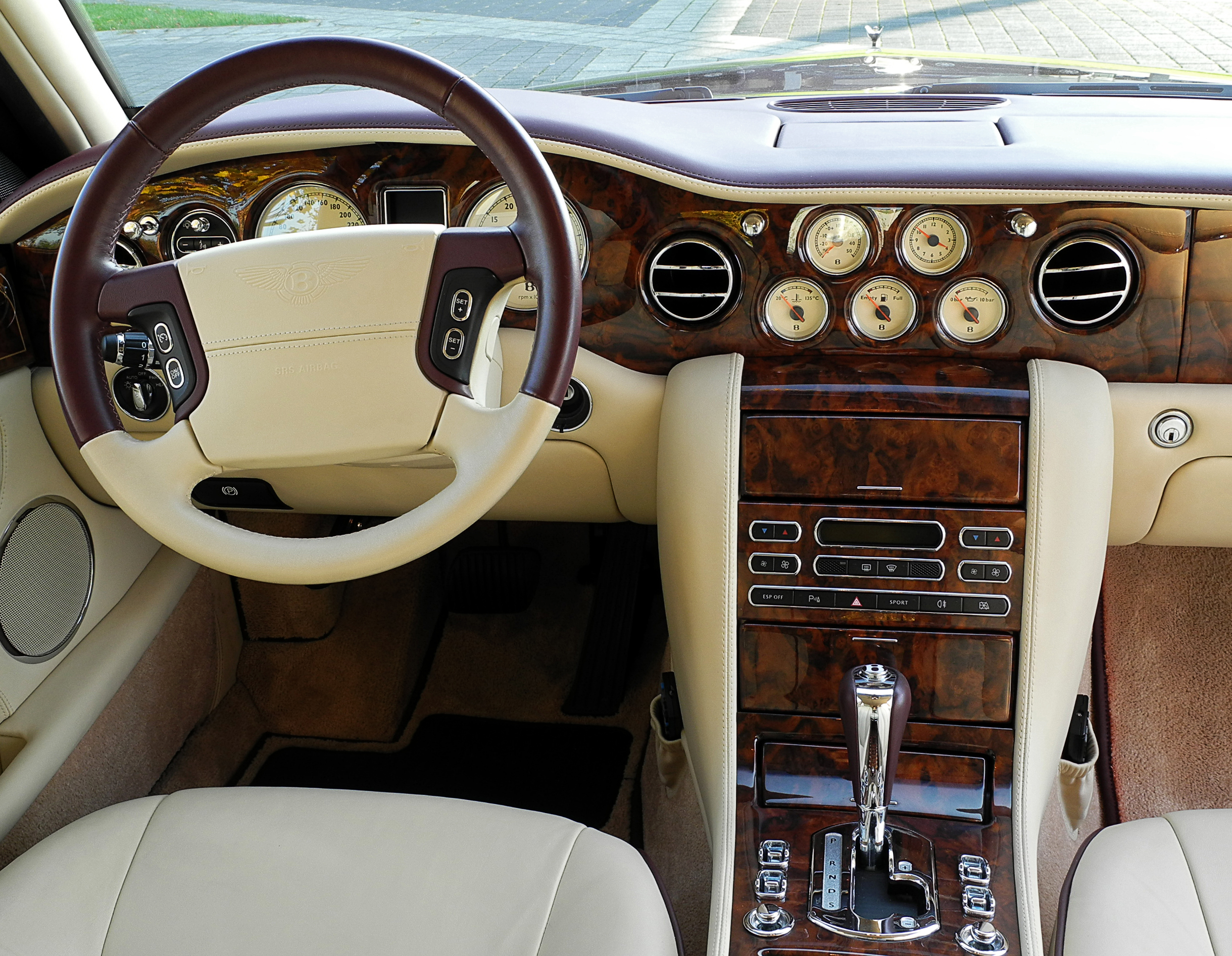
Bentley Arnage R (2004-2009)

Arnage, і його брат, Rolls-Royce Silver Seraph, були представлені весною 1998 року, і були першою повністю новою конструкцією для двох марок з 1980 року.
Новий Arnage приводився в дію двигуном BMW V8 твін-турбо об'ємом 4,4 літри 349 к.с. та 569 Нм та доопрацьованим компанією Volkswagen, 6,75-літровим двигуном Rolls-Royce L-Series, який теж використовував подвійний турбонаддув, потужністю 507 к.с. і 1000 Нм.
Довжина Arnage становить понад 5 метрів, ширина — 1,9 м, споряджена маса більше 2,5 тонни. Певний час він був самим потужним і швидким чотирьохдверим седаном на ринку.
В 2004 році модель оновили, змінивши фари головного світла, решітку радіатора, бампери і оснащення. На автомобіль почали встановлювати виключно бензинові двигуни 6.8 л Rolls-Royce V8 twin-turbo різної потужності і 6-ст. АКПП ZF 6HP-26.
Компанія Bentley знає, що запропонувати своїм вибагливим клієнтам. У базу седана увійшли клімат-контроль, круїз-контроль, шкіряні сидіння з підігрівом та електроприводом, рульова колонка з електроприводом, алюмінієві або дерев’яні декоративні елементи, CD-чейнджер на шість дисків, антиблокувальна гальмівна система, дзеркала з електроприводом, подушки безпеки та литі диски коліс. За окрему плату доповнити седан можна: дистанційним управлінням аудіосистеми; бамперами, пофарбованими у колір кузова; центральним замком; люком даху з електроприводом; протитуманними вогнями; фіксаторами дитячих крісел Isofix; сенсорами паркування; системою супутникової навігації; бічними подушками безпеки; телефоном та протибуксувальною системою.
У 2009 році виробництво моделі припинилося, його замінала нова модель Bentley Mulsanne.